# Werner Müller (Intendant)
Werner Müller (* 8. November 1957 in Schweinfurt) ist ein deutscher Theaterregisseur und -intendant. Er lebt in Fürth (Mittelfranken), wo er 33 Jahre lang als Intendant am dortigen Stadttheater wirkte.

## Leben
Müller studierte Theaterwissenschaften, Germanistik und Kommunikationswissenschaften in München mit dem Abschluss „Magister Artium“.
In den Jahren 1980 bis 1985 war er als Regie- und Dramaturgie-Assistent am Staatstheater am Gärtnerplatz und für das Bayerische Staatsschauspiel München tätig.
Er arbeitete mit den damaligen Intendanten Kurt Meisel und Frank Baumbauer sowie Regisseuren und Schauspielern wie Martin Benrath, Gustl Bayrhammer, Michael Degen, August Everding, Hans Hollmann, Klaus Löwitsch und Walter Schmidinger zusammen, daneben Mitarbeit in der Dramaturgie.
Von 1985 bis 1988 war er Leiter des KBB, Dramaturg und Regisseur am Fränkischen Theater Schloss Maßbach. 1986 fand die erste Sartre-Inszenierung mit dem Stück Die respektvolle Dirne statt. 1988 wechselte Müller zur Konzertdirektion Landgraf als Dramaturg und Disponent; daneben war er als Gastregisseur tätig.

### Intendanz am Stadttheater Fürth
Von 1990 bis 2023 war Werner Müller Intendant des Stadttheaters Fürth.
Zur Förderung des Theaters entwickelte er das Drei-Stufen-Modell, bestehend aus Eigenproduktionen, Kooperationen mit anderen Theatern sowie Gastspielen nationaler und internationaler Ensembles.
1994 kam es zur ersten Inszenierung am Haus mit Max Frischs Stück Biedermann und die Brandstifter.
1998 erhielt er den Theaterpreis der Bayerischen Staatsregierung für seinen Brecht-Abend Das ist der Mond über Soho mit der Sängerin Jutta Czurda.
Seit 2000 gastiert das Stadttheater Fürth regelmäßig in ganz Deutschland, in den Jahren 2000 und 2001 mit jeweils ca. 70 Vorstellungen. Abstecher des ausgezeichneten Brecht-Abends führten das Theater unter anderem nach Berlin, München und – im Rahmen der Feiern zum Brecht-Jahr – nach Augsburg. Die Mozart-Inszenierungen Müllers spielten über mehrere Spielzeiten auf mehr als 50 Bühnen im deutschsprachigen Bereich.
2002 feierte das Stadttheater Fürth unter seiner Leitung sein hundertjähriges Bestehen mit Jubiläums-Wochenende und einem ganzjährigen Fest-, Gala- und Sponsoren-Programm. 2004 hob Müller zusammen mit der Autorin und Darstellerin Angelika Aliti und der Sängerin Jutta Czurda mit dem Magischen Salon ein neues, literarisches Genre aus der Taufe. Im selben Jahr erhielt das Stadttheater Fürth den Innovationspreis der Metropolregion Nürnberg.
Im Juni 2007 war das Stadttheater Fürth Gastgeber der 25. Bayerischen Theatertage, die im Juni 2018 erneut in Fürth stattfanden.
Am 7. November 2022 wurde Silvia Stolz als designierte Nachfolgerin Müllers vorgestellt. Offiziell verabschiedet wurde er am 18. November 2023 mit einem Galaabend im Fürther Stadttheater.